# Maghama
Maghama ligger i regionen Gorgol, Mauretanien, nära Senegalfloden, och har 11.367 invånare (2000).